# Liste des présidents du Tchad
Cet article dresse la liste des présidents de la république du Tchad, depuis son indépendance vis-à-vis de la France le 11 août 1960.

## Liste
| N° | Portrait             | Titulaire (Naissance-mort)       | Élection    | Mandat           | Mandat                           | Mandat                     | Parti politique | Parti politique   | Notes |
| N° | Portrait             | Titulaire (Naissance-mort)       | Élection    | Début            | Fin                              | Durée                      | Parti politique | Parti politique   | Notes |
| -- | -------------------- | -------------------------------- | ----------- | ---------------- | -------------------------------- | -------------------------- | --------------- | ----------------- | --- |
| 1  | François Tombalbaye  | François Tombalbaye (1918-1975)  | 1962 1969   | 11 août 1960     | 13 avril 1975 (mort en fonction) | 14 ans, 8 mois et 2 jours  |                 | PTT/MNRCS         | Premier président du Tchad indépendant en 1960. Il est renversé et tué lors du coup d'État du 13 avril 1975. |
| —  | Noël Milarew Odingar | Noël Milarew Odingar (1932-2007) | Coup d'État | 13 avril 1975    | 15 avril 1975                    | 2 jours                    |                 | Militaire         | Président de la République par intérim pendant 2 jours, il est remplacé le 15 avril 1975 par Félix Malloum à la suite de sa nomination par le Conseil militaire suprême. |
| 2  | Félix Malloum        | Félix Malloum (1932-2009)        | Coup d'État | 15 avril 1975    | 23 mars 1979 (démission)         | 3 ans, 11 mois et 8 jours  |                 | Militaire         | Nommé par le Conseil militaire suprême le 15 avril 1975, il exerce le pouvoir exécutif en tant que président de ce dernier jusqu'au 12 mai 1975 puis comme chef de l'État du 12 mai 1975 au 29 août 1978. Il prend le titre de président de la République jusqu'à sa démission le 23 mars 1979 du fait de la chute de son régime dans le cadre de la guerre civile tchadienne. Il part alors en exil au Nigeria. |
| —  | Goukouni Oueddei     | Goukouni Oueddei (né en 1944)    | Coup d'État | 23 mars 1979     | 29 avril 1979                    | 1 mois et 6 jours          |                 | FROLINAT-FAP (en) | Président du gouvernement d'union nationale de transition dans le cadre d'un accord avec les Forces armées du Nord (FAN) dirigé par Hissène Habré. |
| —  | Lol Mahamat Choua    | Lol Mahamat Choua (1939-2019)    | —           | 29 avril 1979    | 3 septembre 1979                 | 4 mois et 5 jours          |                 | MPLT (en)         | Président du gouvernement d'union nationale de transition jusqu'à sa démission. |
| —  | Goukouni Oueddei     | Goukouni Oueddei (né en 1944)    | —           | 3 septembre 1979 | 7 juin 1982 (déposé)             | 1 mois et 6 jours          |                 | FROLINAT-FAP (en) | Président du Comité administratif provisoire du 3 septembre au 10 novembre 1979, il redevient président du gouvernement d'union nationale de transition jusqu'à son renversement en 1982 par un coup d'État d'Hissène Habré. |
| 3  | Hissène Habré        | Hissène Habré (1942-2021)        | Coup d'État | 7 juin 1982      | 2 décembre 1990 (déposé)         | 8 ans, 5 mois et 25 jours  |                 | FAN/UNIR          | Président du Conseil de commandement des Forces armées du 7 au 19 juin 1982, il devient président du Conseil d'État jusqu'au 21 octobre de la même année. Il prend le titre de président de la République jusqu'à son renversement par un coup d'État d'Idriss Déby en 1990. |
| 4  | Idriss Déby          | Idriss Déby (1952-2021)          | Coup d'État | 2 décembre 1990  | 4 mars 1991                      | 30 ans, 4 mois et 18 jours |                 | MPS               | Président du Conseil d'État du 2 décembre 1990 au 4 mars 1991 à la suite de son coup d'État, il devient par la suite président de la République. Élu pour la première fois en 1996, il est réélu six fois et exerce le pouvoir pendant plus de trente ans avant de mourir lors d'une offensive dans le nord du Tchad en 2021 à la suite de l'élection présidentielle de la même année.                           |
| 4  | Idriss Déby          | Idriss Déby (1952-2021)          | –           | 4 mars 1991      | 8 août 1996                      | 30 ans, 4 mois et 18 jours |                 | MPS               | Président du Conseil d'État du 2 décembre 1990 au 4 mars 1991 à la suite de son coup d'État, il devient par la suite président de la République. Élu pour la première fois en 1996, il est réélu six fois et exerce le pouvoir pendant plus de trente ans avant de mourir lors d'une offensive dans le nord du Tchad en 2021 à la suite de l'élection présidentielle de la même année.                           |
| 4  | Idriss Déby          | Idriss Déby (1952-2021)          | 1996        | 8 août 1996      | 8 août 2001                      | 30 ans, 4 mois et 18 jours |                 | MPS               | Président du Conseil d'État du 2 décembre 1990 au 4 mars 1991 à la suite de son coup d'État, il devient par la suite président de la République. Élu pour la première fois en 1996, il est réélu six fois et exerce le pouvoir pendant plus de trente ans avant de mourir lors d'une offensive dans le nord du Tchad en 2021 à la suite de l'élection présidentielle de la même année.                           |
| 4  | Idriss Déby          | Idriss Déby (1952-2021)          | 2001        | 8 août 2001      | 8 août 2006                      | 30 ans, 4 mois et 18 jours |                 | MPS               | Président du Conseil d'État du 2 décembre 1990 au 4 mars 1991 à la suite de son coup d'État, il devient par la suite président de la République. Élu pour la première fois en 1996, il est réélu six fois et exerce le pouvoir pendant plus de trente ans avant de mourir lors d'une offensive dans le nord du Tchad en 2021 à la suite de l'élection présidentielle de la même année.                           |
| 4  | Idriss Déby          | Idriss Déby (1952-2021)          | 2006        | 8 août 2006      | 8 août 2011                      | 30 ans, 4 mois et 18 jours |                 | MPS               | Président du Conseil d'État du 2 décembre 1990 au 4 mars 1991 à la suite de son coup d'État, il devient par la suite président de la République. Élu pour la première fois en 1996, il est réélu six fois et exerce le pouvoir pendant plus de trente ans avant de mourir lors d'une offensive dans le nord du Tchad en 2021 à la suite de l'élection présidentielle de la même année.                           |
| 4  | Idriss Déby          | Idriss Déby (1952-2021)          | 2011        | 8 août 2011      | 8 août 2016                      | 30 ans, 4 mois et 18 jours |                 | MPS               | Président du Conseil d'État du 2 décembre 1990 au 4 mars 1991 à la suite de son coup d'État, il devient par la suite président de la République. Élu pour la première fois en 1996, il est réélu six fois et exerce le pouvoir pendant plus de trente ans avant de mourir lors d'une offensive dans le nord du Tchad en 2021 à la suite de l'élection présidentielle de la même année.                           |
| 4  | Idriss Déby          | Idriss Déby (1952-2021)          | 2016        | 8 août 2016      | 20 avril 2021 (mort en fonction) | 30 ans, 4 mois et 18 jours |                 | MPS               | Président du Conseil d'État du 2 décembre 1990 au 4 mars 1991 à la suite de son coup d'État, il devient par la suite président de la République. Élu pour la première fois en 1996, il est réélu six fois et exerce le pouvoir pendant plus de trente ans avant de mourir lors d'une offensive dans le nord du Tchad en 2021 à la suite de l'élection présidentielle de la même année.                           |
| 5  | Mahamat Idriss Déby  | Mahamat Idriss Déby (né en 1984) | Coup d'État | 21 avril 2021    | 23 mai 2024                      | 4 ans et 21 jours          |                 | Militaire         | Fils d'Idriss Déby, il prend le pouvoir après la mort de ce dernier en devenant président du Conseil militaire de transition jusqu'au 8 octobre 2022 avant d'entamer une période de transition militaire en devenant président de la Transition. Il devient président de la République le 23 mai 2024 après sa victoire à la présidentielle.                                                                     |
| 5  | Mahamat Idriss Déby  | Mahamat Idriss Déby (né en 1984) | 2024        | 23 mai 2024      | en cours                         | 4 ans et 21 jours          |                 | MPS               | Fils d'Idriss Déby, il prend le pouvoir après la mort de ce dernier en devenant président du Conseil militaire de transition jusqu'au 8 octobre 2022 avant d'entamer une période de transition militaire en devenant président de la Transition. Il devient président de la République le 23 mai 2024 après sa victoire à la présidentielle.                                                                     |